# BrewDog
BrewDog plc és una empresa cervesera escocesa amb seu a Ellon (Aberdeenshire), fundada l'any 2007 per James Watt i Martin Dickie.

## Història
BrewDog és la cerveseria independent amb major producció d'Escòcia, elaborant una quantitat de 120000 ampolles per mes, que exporta per tot el món. L'empresa va ser fundada l'any 2007, per James Watt i Martin Dickie. La fàbrica situada a Kessock Industrial Estate, a Fraserburgh, va manufacturar la seva primera cervesa l'abril del 2007. La seu de l'empresa es va traslladar l'any 2012 a Ellon, deixant les instal·lacions de Fraserburgh com a laboratori per a l'elaboració de cerveses experimentals.
El setembre del 2013, James Watt i Martin Dickie van tenir el seu propi programa de televisió, titulat "Brew Dogs" i emès pel canal nord-americà Esquire Network. Brew Dogs se centra a mostrar els llocs d'Estats Units d'Amèrica. amb tradició cervesera i en l'elaboració de cerveses artesanals originals, amb ingredients propis de cada lloc.
La roba punk de BrewDog va començar a esquinçar-se el 2017 i, més tard aquell any, la companyia es va valorar en 1.000 milions de lliures després d'una injecció de 213 milions de lliures per la venda del 22% de l'empresa a l'inversor privat TSG Consumer Partners.
La marca té compromís amb la sostenibilitat mitjançant l'eliminació del doble de CO2 generat mitjançant d'un pla verd que inclou un projecte de reforestació a les Terres altes d'Escòcia on va comprar 9.000 acres amb l'objectiu d'arribar als 3 milions d'arbres el 2025, i utilitza energia renovable per la producció i els seus bars. El compromís amb la sostenibilitat s'inclou en la línia de roba.
BrewDog produeix les seves cerveses als Estats Units, Alemanya i Austràlia, i té acords amb Asahi per la distribució al Japó des de setembre del 2021 i amb Budweiser des de 2023 per expandir la comercialització a Xina i Corea del Sud. En maig de 2024 el fundador James Watt va renunciar al càrrec de director executiu, substituït per James Arrow.

## Cerveses
BrewDog produeix cerveses en format ampolla de cristall i llauna d'alumini de varietat d'estils, com ale, stout, India pale ale i lager, amb algunes d'elles disponibles també en barril.
Les cerveses són distribuïdes en supermercats de Regne Unit i exportades per tot Europa, Estats Units, Canadà, Austràlia, Brasil, Japó, Xina, Mèxic, Dubai, Singapur i Sud-àfrica.
Fins a l'any 2012, la majoria de varietats de cervesa estava disponible en format barril, però la producció d'aquests va ser eliminada.
La gamma principal de cerveses produïdes per BrewDog inclou:
- Punk IPA (5.6 % ABV, abans 6.0 % ABV): Cervesa tipus ale d'estil americà. És el producte insígnia de la marca.
- 5am Saint (5.0 % ABV): Cervesa tipus ale vermella.
- Hardcore IPA (9.2 % ABV): Cervesa tipus doble Índia pale ale, amb llúpol potent.
- Dead Pony Club (3.8 % ABV): Cervesa tipus pale ale d'estil californià.
- Libertine Black Ale (7.2 % ABV): Cervesa tipus Índia pale ale negra.

BrewDog elabora altres cerveses la fabricació de les quals és ocasional, entre les quals destaquen:
- Zeitgeist (4.9 % ABV): Cervesa negra tipus lager.
- Chaos Theory (7.0 % ABV): Cervesa tipus Índia pale ale amb llúpol Nelson Sauvin.
- Alice Porter (6.2 % ABV): Cervesa tipus porter saboritzada amb vainilla.
- 77 Lager (4.7 % ABV): Cervesa tipus lager pilsen.
- Trashy Blonde (4.1 % ABV): Cervesa tipus ale.
- The Physics (5.0 % ABV): Cervesa tipus amber.
- Paradox (10 % ABV): Cervesa envellida en barrils de Whisky. És una de les cerveses amb major disponibilitat en els bars BrewDog. També existeix en altres edicions, variant el tipus de barril en el qual s'ha envellit.
- Rip Tide (8 % ABV): Cervesa tipus imperial stout, ocasionalment disponible amb 4 % ABV.
- Bashah (9 % ABV): acrònim de Black As Sense Hoppy as Hell, és una cervesa híbrida que combina una imperial stout amb cervesa tipus ale belga. Elaborada en col·laboració amb Stone Brewing.
- I Hardcore You (9.5 % ABV): Cervesa tipus imperial IPA, fabricada barrejant cervesa Brewdog "Hardcore IPA" amb cervesa "I Beat You", de Mikkeller.
- Dogma (7.8 % ABV)
- Tòquio* (18.2 % ABV)
- Tòquio Rising Sun (13.2 % ABV)
- Nanny State (0.5 % ABV)
- Tactical Nuclear Penguin (32 % ABV)
- Sink The Bismarck! (41 % ABV)
- The End of History (55 % ABV)
- Ghost Deer (28 % ABV)
- Avery Brown Dredge (7.5 % ABV)
- Hardcore NZ (9.2 % ABV)
- The Abstrakt sèries
- Hello My Name is Ingrid (8.2 % ABV)
- Hello My Name is Mette Marit (8.2 % ABV)
- Bitch Please (11.5 % ABV)
- Elvis Juice (6.5 % ABV)